# عضلة شظوية طويلة

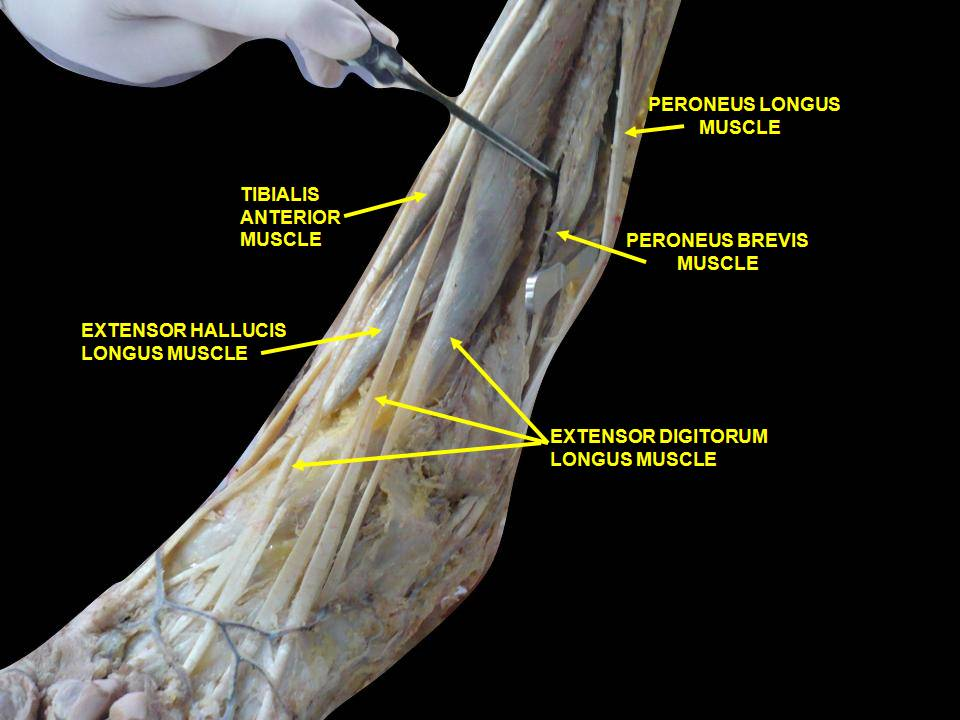
العَضلة الشَظوية الطَويلة.

العَضلة الشَظوية الطَويلة  (باللاتينية: Peroneus longus muscle) هي عضلة من عَضلات الطَرف السُفلي لِجسم الإنسان .

## المَنشأ
تَنشأ العَضلة مِن ثُلاثا الجزء العُلوي للسطح الجانِبي لعظمة الشظية.

## المَغرس
تَنغرس هذهـ العَضلة في قاعِدة العظمة الأولى من عظام مِشط القَدم وَفي العَظم الإسفيني الأوسط.

## العَصب
يَتصل بِها العَصب العَضلي الجِلدي.

## الحَركة
تَقوم هذه العَضلة بِـ:
1. الثَني الأَخمصي (Planter Flexion) للقَدم.
2. انقِلاب خارجِي (Everyion) للقَدم.
3. الحِفاظ على قَوس القَدم العَرضي.

## المَراجع
1. Lower Limb Anatomy Part IIB , Alexandria University Faculty of Medicine ,1st year, page.71